# The Evidence of the Film
The Evidence of the Film er en amerikansk stumfilm fra 1913 af Lawrence Marston og Edwin Thanhouser.

## Medvirkende
- William Garwood
- Marie Eline
- Riley Chamberlin
- Florence La Badie
- Helen Badgley som Mrs. Caroline Livingstone